# Keetia carmichaelii
Keetia carmichaelii är en måreväxtart som beskrevs av Diane Mary Bridson. Keetia carmichaelii ingår i släktet Keetia och familjen måreväxter. Inga underarter finns listade i Catalogue of Life.